# Christian Noyer

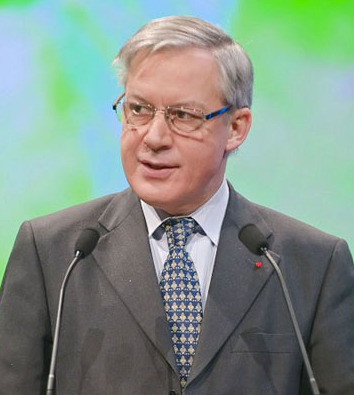
Christian Noyer, 2008

Christian Noyer (* 6. Oktober 1950 in Soisy-sous-Montmorency) ist ein französischer Jurist, Finanzfachmann und Staatsbeamter.

## Leben
Noyer studierte zunächst Rechtswissenschaft an der Universität Rennes I und schloss sein Studium 1971 ab. Im Anschluss studierte er in Paris an den Elitehochschulen Sciences Po (Abschluss 1972) und ENA (Abschlussjahr Guernica, 1976). Er begann seine Karriere in der Direction du Trésor des Finanzministeriums.
Noyer war von 1998 bis 2003 Vizepräsident der Europäischen Zentralbank (und damit Stellvertreter von Willem Duisenberg, der von 1998 bis 2003 Präsident der EZB war).
Von 2003 bis 2015 war er Gouverneur der Banque de France, also Chef der französischen Zentralbank. Im März 2010 wurde er zum Vorstand der Bank für Internationalen Zahlungsausgleich ernannt.
Ende Oktober 2015 schied Noyer altersbedingt aus dem Amte; sein Nachfolger wurde der von Staatspräsident Hollande nominierte François Villeroy de Galhau.
2016 wurde ihm der japanische mehrfarbige Orden der Aufgehenden Sonne am Band verliehen.